# Фатіма Алкерімова
Фатіма Алкерімова (26 червня 2002) — азербайджанська плавчиня.
Учасниця Олімпійських Ігор 2016 року.